# Drogenauszug
Als Drogenauszüge (auch arzneilicher Auszug oder Drogenextrakt) bezeichnet man in der Pharmazie Zubereitungen, die mittels Extraktion („Ausziehung“) aus pharmazeutischen Drogen gewonnen werden. Der Begriff wird unabhängig von der Konzentration eines darin befindlichen Stoffes benutzt. Drogenauszüge können entweder direkt als Arzneimittel verwendet oder zu solchen weiterverarbeitet werden.
Nach Definition des Europäischen Arzneibuches sind Extrakte „flüssige, halbfeste oder feste Zubereitungen, die aus Pflanzlichen Drogen unter Verwendung geeigneter Lösungsmittel gewonnen werden“.

## Geschichte
Die ersten überlieferten Rezepte für die Herstellung von Arzneimitteln finden sich auf den medizinischen Tafeln von Nippur. Paracelsus beschreibt in seinem umfangreichen Werk Paragranum (etwa 1529/1530 entstanden) an der Schwelle zur Neuzeit die Zubereitung von Arzneimitteln.
Der historische Medizinalwein (z. B. Pepsinwein) wird durch Extraktion von Drogen mit Likörwein hergestellt.

## Verwendungsformen
- Ist der Extrakt (Auszug) flüssig, spricht man (abhängig von der Herstellungsform) von Tinkturen oder Fluidextrakten (auch Flüssigextrakt).[2]
- Wurde bei dem halbfesten Extrakt das bei der Herstellung verwendete Lösungsmittel eingedampft, spricht man von zähflüssigen Extrakten oder Dickextrakten.[3]
- Handelt es sich bei dem halbfesten Extrakt um ein Harz, das in Öl gelöst wurde und bei dem das zur Herstellung verwendete Lösungsmittel verdampft wurde, spricht man von Ölharzen.[4]
- Wenn es sich um einen festen Extrakt handelt, bei dem das zur Herstellung verwendete Lösungsmittel verdampft wurde, spricht man von Trockenextrakten.[5]

## Nomenklatur
- Um eine breite und gefahrlose Anwendung (besonders bei hochgiftigen Substanzen wie Belladonna o. ä.) zu ermöglichen und die ärztliche Rezeptur zu vereinfachen, wurde der Begriff des extractum siccum normatum eingeführt. Dabei sind Grenzen für den Höchst- und Mindestgehalt arzneilicher Bestandteile festgelegt.
- Bei der ärztlichen Rezeptur findet sich der Begriff als extr. oder auch Extract. dem Namen des entsprechenden Arzneimittels vorangestellt. (Beispiel: Extract. Belladonnae 0,02)
- In der Homöopathie wird der Begriff Urtinktur bei zahlreichen Arzneistoffen synonym verwendet.

## Droge-Extrakt-Verhältnis
Das Droge-Extrakt-Verhältnis (DEV), genau genommen das „native“ Droge-Extrakt-Verhältnis (DEVnativ), wird bei Drogenextrakten deklariert. Es gibt an, welche Ausgangsmenge an Droge für die Bereitung einer bestimmten Menge des Extraktes eingesetzt wurde. Für einen Trockenextrakt mit einem DEV von z. B. 10:1 bedeutet dies, dass 1 Teil Trockenextrakt aus 10 Teilen Droge gewonnen wurde, also wurde für die Bereitung von 10 g Trockenextrakt 100 g Droge eingesetzt. Mit dieser Zahl kann bei der Dosierung des pflanzlichen Arzneimittels immer auf die dafür eingesetzte Drogenmenge umgerechnet werden. Damit können auch verschiedene Trockenextrakte einer Droge in ihrer Qualität verglichen werden und Rückschlüsse auf die Anreicherung der Inhaltsstoffe gezogen werden. Trockenextrakte haben je nach eingesetztem Pflanzenteil ein DEV von 5 bis etwa 50:1, Fluidextrakte (Flüssigextrakte) haben ein DEV von 1:1 bis 1:2, Dickextrakte (zähflüssige Extrakte) beispielsweise 3-6:1, Tinkturen und andere alkoholische Extrakte meist 1:7 bis 1:9 bzw. 1:4 bis 1:4,5, je nachdem welche Menge Alkohol für die Extraktion der Droge eingesetzt wurde.